# سد نوژادو
سد نوژادو (به لاتین: Nuozhadu Dam) یک سد و نیروگاه برقابی در چین است که در Ning'er Hani and Yi Autonomous County واقع شده‌است.